# Tonwelle
Tonwelle is het tweede muziekalbum dat verscheen onder de artiestennaam Richard Wahnfried. Richard Wahnfried is een pseudoniem van Klaus Schulze; hij gebruikte de naam voor muziek die buiten zijn "eigen" genre viel. Tonwelle is meer een album met rockmuziek dan een album met elektronische muziek uit de Berlijnse School. Echter het typische mooggeluid van Schulze is duidelijk aanwezig. Het originele album kwam uit met de mededeling dat men de elpee kon afspelen op de twee hoofdsnelheden van de platenspeler: 45 dan wel 33½ toeren per minuut. Dat kon in het compact disc tijdperk niet, de cd-uitgave is derhalve een dubbel-cd. Het album verscheen oorspronkelijk op het IC-platenlabel, de cd-uitgave via MIG Music.
Tonwelle is de Duitse term voor het bandgeleidingssysteem van bandrecorders.

## Musici
- Manuel Göttsching – gitaar
- Michael Shrieve – percussie
- Karl Wahnfried – gitaar
- Klaus Schulze – toetsinstrumenten en programmeerwerk
- Michael Garvens - zang(stem)

## Muziek
| Nr. | Titel   | Duur  |
| --- | ------- | ----- |
| 1.  | Schwung | 17:01 |
| 2.  | Druck   | 18:33 |

| Nr. | Titel   | Duur  |
| --- | ------- | ----- |
| 1.  | Schwung | 22:47 |
| 2.  | Druck   | 24:27 |